# Promare
Promare (プロメア Puromea) – japoński film animowany z 2019 roku w reżyserii Hiroyukiego Imaishiego i napisany przez Kazukiego Nakashimę.

## Fabuła
Wiele lat temu, podczas wielkiej katastrofy, połowa populacji świata zginęła w płomieniach. Jedną z przyczyn było zjawisko samozapłonu. Powstali ludzie potrafiący kontrolować płomienie, zwani Burnish. 30 lat później Burnish zaczęli być zwalczani przez grupy strażackie. Jedną z nich jest Burning Rescue, znajdująca się w Promepolis. Młody strażak Galo Thymos to jej nowy narybek. Przede wszystkim zwalczają Mad Burnish, grupę terrorystów siejącą postrach w mieszkańcach. Pewnego dnia, Galo udaje się złapać dwóch generałów oraz lidera Mad Burnish – Lio Fotię. Są wysłani do więzienia dla Burnish stworzonego przez burmistrza Promepolis – Kraya Foresighta, którego Galo podziwia. Jednakże więźniowie uciekają. Galo ich ściga i dowiaduje się nie tylko, że określanie Burnish jako wrogów może być błędne, ale również, że za jego plecami knuty jest złowieszczy plan.

## Obsada
| Postać         | japoński          | angielski              |
| -------------- | ----------------- | ---------------------- |
| Galo Thymos    | Kenichi Matsuyama | Billy Kametz           |
| Lio Fotia      | Taichi Saotome    | Johnny Yong Bosch      |
| Kray Foresight | Masato Sakai      | Crispin Freeman        |
| Aina Ardebit   | Ayane Sakura      | Alyson Leigh Rosenfeld |
| Remi Puguna    | Hiroyuki Yoshino  | Billy Bob Thompson     |
| Varys Truss    | Tetsu Inada       | John Eric Bentley      |
| Ignis Ex       | Rikiya Koyama     | Steve Blum             |
| Lucia Fex      | Mayumi Shintani   | Kari Wahlgren          |
| Vinny          | Kendo Kobayashi   | Michael Sinterniklaas  |
| Heris Ardebit  | Ami Koshimizu     | Erica Lindbeck         |
| Biar Colossus  | Ryōka Yuzuki      | Melissa Fahn           |
| Vulcan Haestus | Taiten Kusunoki   | Neil Kaplan            |
| Gueira         | Nobuyuki Hiyama   | Matthew Mercer         |
| Meis           | Katsuyuki Konishi | Yuri Lowenthal         |
| Deus Prometh   | Arata Furuta      | Mike Pollock           |